# أولاد السلامة
أولاد السلامة هي إحدى بلديات ولاية البليدة التابعة لـ دائرة بوقرة. تحدها الأربعاء شرقا وبوقرة غربا وسيدي موسى شمالا وجبال الأطلس جنوبا.ومعظم مساحتها جبلية 